# Никаноров, Вячеслав Вячеславович
Вячеслав Вячеславович Никаноров (Никан) (род. 24 января 1981, Воронеж) — российский музыкант, лидер рок-группы «Ангел НеБес».

## Биография
Из семьи военных. Семья часто переезжала, пока в 1990 году не обосновалась в военном городке Тула-50. Весной 1997 года Слава вместе с одноклассниками создаёт свой первый в жизни вокально-инструментальный ансамбль, репертуар которого состоял из песен известных российских рок-групп.
В 1998 году окончил Школу № 165 и поступил в московский Военный Университет (ВУМО), где проучился 4 года на факультете «Военно-социальной работы». Именно там, оказавшись в непривычных и некомфортных для себя условиях, начинает писать стихи и тексты, и именно там получает прозвище «Никан», впоследствии ставшее псевдонимом. Пробует играть на басу в дуэте с гитаристом и однокурсником Костей Громовым, что, правда, быстро надоедает. Любимым занятием остаётся исполнение песен в казарме по вечерам под гитару. С 2000 по 2002-й год постоянно играет и поёт на Старом Арбате.
В январе 2003 года на 7 месяцев возвращается в родной городок Тула-50, где вместе с лучшим другом Виталием «Чеченом» Червяковым создаёт группу «Край», которая за недолгие полгода существования, успевает победить на нескольких значимых областных и районных фестивалях и конкурсах. В группе «Край» Никан впервые начинает исполнять песни собственного сочинения: «Погиб на войне», «Он+Она», «Звезда Победы».
Осенью 2003 года уезжает жить и работать в Тулу, также поступает в Педагогический Университет на факультет «Психологии». Параллельно работает в торговле и за три года делает карьеру от продавца ликёро-водочного отдела до управляющего сети продуктовых супермаркетов.
Постоянно пытается продолжать музыкальную деятельность — сначала набирает состав совсем молодых музыкантов в надежде продлить жизнь группе «Край», затем по приглашению близкого друга Руслана "Мирона" приходит вокалистом в рок-ансамбль Тульского юридического колледжа, в который приносит несколько своих композиций и название для коллектива — «Чистый Лист». Но самым интересным и ценным Слава в то время видит акустический проект с гитаристом Романом Тимониным — «Никан и Тимон». Вдвоём они периодически выступают и даже записывают сингл «Слёзы на глазах», а в декабре 2005 года создают полноценный рок-коллектив, который сначала называют «ТрактирЪ», а спустя полгода «Ангел НеБес». Осенью 2008 года Никан принимает непростое решение об увольнении с работы и, повесив на плечи гитару, переезжает в Санкт-Петербург.
Сегодня живёт в Санкт-Петербурге на улице Пушкинская 10, где расположен небезызвестный Арт Центр, является вокалистом, шоуменом, автором текстов и лидером группы «Ангел НеБес», также работает организатором и исполнительным директором питерских социально-значимых фестивалей: «Окна Открой», «Мир без наркотиков» и «День Русской Славы».

## Личная жизнь
Занимается воспитанием и обучением двоих сыновей - Александра (2015 г.р.) и Георгия (2018 г.р.).

## Дискография
- 2006 — Везде Туман
- 2007 — Усталость (интернет-альбом)
- 2010 — ИДИОТРОКА, том I
- 2011 — пятиЛЕТНИЙ альбом
- 2012 — наКРЫЛО
- 2013 — Я играю в войну
- 2014 — Я играю в войну. Переиздание
- 2015 — Пилигрим (акустический альбом)
- 2016 — ИДИОТРОКА, том II
- 2017 — 10 ЛЕТ НА КРЫЛЕ (двойной юбилейный альбом с участием легендарных и популярных российских рок-музыкантов)
- 2018 — путьИшествие
- 2021 — Невидимый Фронт

## Достижения
- Обладатель Кубка «Лучшей рок-группы Тулы» (2006 г.)
- Победитель общероссийского фестиваля «ROCK SIDE-2007»
- Лауреат 19-го заседания Московской Рок-Лаборатории (2007 г.)
- Победитель общероссийского рок-фестиваля "Времена наСТАЛИ" (2008 г.)
- Обладатель премии "ПРОРЫВ" Петербургского рок-клуба (2009 г.)
- Одиннадцатикратный участник крупнейшего рок-фестиваля России «НАШЕСТВИЕ» (2009—2019 гг.)
- Обладатель премии «Петербургский музыкант» в номинации «Лучший рок-вокалист»
- Лауреат и неоднократный номинант премии «ЧАРТОВА ДЮЖИНА топ-13»

## Фильмография
- 2011 — Прекрасное завтра — Олег[1]
- 2014 — В активном поиске — журналист

Мне всегда было любопытно попробовать себя в роли актера, а Сергей Соколинский предложил мне сняться в фильме «Прекрасное завтра». Идея фильма тоже оказалась мне близка, поэтому я с удовольствием согласился поучаствовать в этом общем творческом процессе.
Кино, в котором я снялся — это приглашение всем нам, вне зависимости от того, сколько нам лет — увидеть со стороны себя, других людей, нашу жизнь. Разумеется, увидеть для того, чтобы сделать первый шаг и что-то изменить к лучшему.
— Вячеслав Никаноров о своей роли в фильме «Прекрасное завтра»